# Georg Neumann (Politiker)
Georg Neumann (* 4. November 1901 in Wartenberg, Schlesien; † 6. Januar 1963 in Schopfheim) war ein Politiker der SPD und gehörte dem ersten Baden-Württembergischen Landtag  an. Aufgrund der spärlichen Aktenlage und so gut wie keiner medialen Rezeption spricht Klaus Schütt in seiner Biografie von einem der vergessenen Landesväter und SPD-Politiker im Südwesten.

## Leben
Neumann wuchs als Sohn des Formers Ernst und der Mutter Antonia geb. Wall in Schlesien im heutigen Otyń auf. Nach der Volksschule begann er eine Lehre in einem Baubüro, die er jedoch am 1. Oktober 1917 abbrach, um am Ersten Weltkrieg als Schiffsjunge bei der Kriegsmarine teilzunehmen. Nach dem Ende Kampfhandlungen hielt er sich ab 1919 mit verschiedenen Tätigkeiten über Wasser. Im Zuge der der Weltwirtschaftskrise 1923/24 war er mehrere Monate arbeitslos, bevor er ab 1925 das Gerberhandwerk erlernte.
1932 heiratete er Paula Weihrauch, mit der er die Söhne Hans und Klaus großzog. Neumann erlebte 1940 wie der jüdische Besitzer des Lederwerkes von Sprottau, in dem er arbeitete, durch die Nazis enteignet wurde. Der nun erneut arbeitslose Neumann wurde zunächst zum Dienst in einer Wachsfabrik vor Ort Dienstverpflichtet, bevor er am 10. September 1942 – von der Wehrmacht als wehrunwürdig eingestuft – zum Dienst ohne Waffen in der Kriegsmarine eingezogen wurde. Aus britischer Gefangenschaft wurde er bereits im Herbst 1945 entlassen. Im Februar desselben Jahres war Paula von Schlesien nach Karlsbad geflohen, wurde jedoch von dort zusammen mit anderen Flüchtlingen wieder zurück nach Sprottau gebracht. Im März floh die Mutter mit ihren Söhnen erneut vor der vorrückenden Roten Armee, diesmal über Cottbus nach Friedrichslohra, um von dort über den Suchdienst des Roten Kreuzes zu ihrem Ehemann nach Neustadt in Holstein zu gelangen.
Neumann arbeitete dort einige Monate als Holzfäller, wurde erneut arbeitslos und wurde von Juni 1946 bis November 1949 für die Stadt Holstein als Sachbearbeiter für Flüchtlingsangelegenheiten tätig. Die Familie zog nach Herten und kam im März 1950 über Kürnberg nach Fahrnau. Dort siedelten sie sich endgültig an. Neumann begann als Gerber für die Schuhfabrik der Gebrüder Krafft zu arbeiten, bis er 1953 erneut arbeitslos wurde, da die betriebseigene Gerberei innerhalb der Schuhfabrik geschlossen wurde. Neumann übte zu dieser Zeit jedoch bereits sein Landtagsmandat aus. Parteifreund und Arbeitsminister Ermin Hohlwegler besorgte Neumann im Januar 1956 eine Stelle im Landesversorgungsamt Baden-Württemberg, wo er den Posten des Sachbearbeiters im Dezernat Kapitalabfindung bekleidete. Nach kurzer Krankheit verstarb Neumann im Januar 1963 im Alter von 61 Jahren im Städtischen Krankenhaus Schopfheim.

## Wirken
Neumann trat 1919 der Gewerkschaft und 1926 der SPD bei. Nach der Gleichschaltung durch die Nationalsozialisten wurde ihm 1936 in Breslau der Prozess wegen Vorbereitung zum Hochverrat gemacht. Die Anklage warf ihm vor, er wolle die verbotene Partei der SPD wiedergründen und politische Häftlinge unterstützen. Vom 3. März 1936 bis zum 3. Juni 1937 verbüßte er eine Haftstrafe in Görlitz. Diese Verurteilung ersparte ihm vermutlich später den bewaffneten Einsatz im Zweiten Weltkrieg.
In der neuen Heimat wurde Neumann 1952 nach Angaben seines Sohnes Klaus auf Grund seines Flüchtlingsstatus und der Tatsache, dass er gewerkschaftlich tätig und Mitglied der SPD war, für die Verfassunggebende Landesversammlung nominiert. Auf der Landesergänzungsliste im Bezirk Südbaden wurde ihm der Listenplatz 6 – von insgesamt 19 Plätzen – zugesprochen. Am 9. März 1952 wählten ihn die baden-württembergischen Bürger in die Verfassunggebende Landesversammlung, wo Neumann bei der Gründung des neu zu schaffenden Landes Baden-Württemberg mitwirkte. Er war Mitglied im Sozialpolitischen sowie im Heimatvertrieben- und Kriegsbeschädigten-Ausschuss. Nach Ablauf der Wahlperiode am 31. März 1956 setzten sich parteiinterne Gegenkandidaten, die größere Popularität besaßen, gegen Neumann durch. Er gehörte dem zweiten baden-württembergischen Landtag nicht mehr an.
Weder in der lokalen Presse wie dem Markgräfler Tagblatt oder in den Akten der Heimatgemeinde finden sich Angaben über seine politische Laufbahn und das Wirken vor Ort. Lediglich der Informationsdienst des Landtages verfügt über Quellen.